# میراحمدی (زاغه)
میراحمدی یک روستا در ایران است که در دهستان زاغه در شهرستان خرم‌آباد واقع شده‌است. میراحمدی ۴۱۱ نفر جمعیت دارد.

## جمعیت
این روستا در بخش زاغه قرار دارد و براساس سرشماری مرکز آمار ایران در سال ۱۳۸۵، جمعیت آن ۴۱۱ نفر (۷۱ خانوار) بوده‌است.